# Liste der Kulturdenkmale in Unstruttal
Die Liste der Kulturdenkmale in Unstruttal umfasst die als Ensembles, Straßenzüge und Einzeldenkmale erfassten Kulturdenkmale in der thüringischen Gemeinde Unstruttal im Unstrut-Hainich-Kreis.
Die Angaben in der Liste ersetzen nicht die rechtsverbindliche Auskunft der zuständigen Denkmalschutzbehörde.

## Legende
- Bild: zeigt ein Bild des Kulturdenkmals und gegebenenfalls einen Link zu weiteren Fotos des Kulturdenkmals im Medienarchiv Wikimedia Commons
- Bezeichnung: Name, Bezeichnung oder die Art des Kulturdenkmals
- Lage: Wenn vorhanden Straßenname und Hausnummer des Kulturdenkmals; Grundsortierung der Liste erfolgt nach dieser Adresse. Der Link Karte führt zu verschiedenen Kartendarstellungen und nennt die Koordinaten des Kulturdenkmals.
 Kartenansicht, um Koordinaten zu setzen – in dieser Kartenansicht sind Kulturdenkmale ohne Koordinaten mit einem roten bzw. orangen Marker dargestellt und können in der Karte gesetzt werden. Kulturdenkmale ohne Bild sind mit einem blauen bzw. roten Marker gekennzeichnet, Kulturdenkmale mit Bild mit einem grünen bzw. orangen Marker.
- Datierung: gibt das Jahr der Fertigstellung beziehungsweise das Datum der Erstnennung oder den Zeitraum der Errichtung an
- Beschreibung: bauliche und geschichtliche Einzelheiten des Kulturdenkmals, vorzugsweise die Denkmaleigenschaften
- ID: Die ID identifiziert das Kulturdenkmal eindeutig. In Thüringen sind aktuell keine IDs veröffentlicht. In der ID-Spalte kann sich auch folgendes Icon  befinden, dies führt zu Angaben zu diesem Kulturdenkmal bei Wikidata.

## Ensemble
| Bild | Bezeichnung                                   | Lage | Datierung | Beschreibung | ID |
| --- | --------------------------------------------- | --- | --------- | ------------ | -- |
| BW | Historischer Ortskern Dörna                   | Dörna (Karte) |           |              |    |
| BW | Historischer Anger Kaisershagen               | Kaisershagen, Oberdorf 16-23, 25-27, 30-40 (Karte) |           |              |    |
| Direkt Bild zu diesem Denkmal hochladen | Straßenzug mit Hofanlagen und Streuobstwiesen | Lengefeld, Hauptstraße 1-38 |           |              |    |
| [[Vorlage:Bilderwunsch/code!/O:!/C:51.294545,10.606463!/D:Zum Urtal 5-9, 11-20, 39; Hinter den Höfen 1, 2; Kirchstraße 1-10; Klingelüber 1-7, 9-21; Mittelstraße 1-8, 10-18; Neue Straße 1-13; Ratsstraße 1-19; Tannengasse 1-6; Westergasse 1-9, 11, Historischer Ortskern Urbach!/\|BW]] | Historischer Ortskern Urbach                  | Urbach, Zum Urtal 5-9, 11-20, 39; Hinter den Höfen 1, 2; Kirchstraße 1-10; Klingelüber 1-7, 9-21; Mittelstraße 1-8, 10-18; Neue Straße 1-13; Ratsstraße 1-19; Tannengasse 1-6; Westergasse 1-9, 11 (Karte) |           |              |    |

## Einzeldenkmale

### Ammern
| Bild                                    | Bezeichnung                                | Lage                                | Datierung | Beschreibung    | ID |
| --------------------------------------- | ------------------------------------------ | ----------------------------------- | --------- | --------------- | -- |
| Direkt Bild zu diesem Denkmal hochladen | Brücke                                     | Ammern, Alte Kirchhofstraße o. Nr.  |           |                 |    |
| BW                                      | Wohnhaus                                   | Ammern, Friedrichstraße 24 (Karte)  |           |                 |    |
| BW                                      | Wohnhaus mit Wirtschaftstrakt mit Torfahrt | Ammern, Friedrichstraße 26 (Karte)  |           |                 |    |
| BW                                      | Dorfanger                                  | Ammern, Herrenstraße o. Nr. (Karte) |           |                 |    |
| weitere Bilder Fotos hochladen          | Ev. Kirche St. Vitus                       | Ammern, Herrenstraße 38 (Karte)     |           | mit Ausstattung |    |
| BW                                      | Kirchhof und Einfriedung                   | Ammern, Herrenstraße 38 (Karte)     |           |                 |    |
| BW                                      | Wohnhaus                                   | Ammern, Herrenstraße 9 (Karte)      |           |                 |    |
| BW                                      | Wohnhaus                                   | Ammern, Lindenhofstraße 11 (Karte)  |           |                 |    |

### Dachrieden
| Bild                                    | Bezeichnung             | Lage                                     | Datierung | Beschreibung    | ID |
| --------------------------------------- | ----------------------- | ---------------------------------------- | --------- | --------------- | -- |
| Direkt Bild zu diesem Denkmal hochladen | Pumpe                   | Dachrieden, In der Hintergasse o. Nr.    |           |                 |    |
| BW                                      | Wohnhaus                | Dachrieden, In der Hintergasse 7 (Karte) |           |                 |    |
| weitere Bilder Fotos hochladen          | Ev. Kirche St. Nikolaus | Dachrieden, Zum Hegeholz o. Nr. (Karte)  |           | mit Ausstattung |    |
| BW                                      | Kirchhof                | Dachrieden, Zum Hegeholz o. Nr. (Karte)  |           |                 |    |
| Direkt Bild zu diesem Denkmal hochladen | Pumpe                   | Dachrieden, Zum Unterdorf o. Nr.         |           |                 |    |
| BW                                      | Wohnhaus mit Torhaus    | Dachrieden, Zum Unterdorf 16 (Karte)     |           |                 |    |
| BW                                      | Wohnhaus                | Dachrieden, Zum Unterdorf 17 (Karte)     |           |                 |    |
| BW                                      | Wohnhaus                | Dachrieden, Zur Hauptstraße 1 (Karte)    |           |                 |    |

### Dörna
| Bild                           | Bezeichnung               | Lage                           | Datierung | Beschreibung    | ID |
| ------------------------------ | ------------------------- | ------------------------------ | --------- | --------------- | -- |
| BW                             | Wohnhaus                  | Dörna, Brückentor 1 (Karte)    |           |                 |    |
| weitere Bilder Fotos hochladen | Ev. Pfarrkirche St. Georg | Dörna, Feldtor o. Nr. (Karte)  |           | mit Ausstattung |    |
| BW                             | Kirchhof und Einfriedung  | Dörna, Feldtor o. Nr. (Karte)  |           |                 |    |
| BW                             | Schule                    | Dörna, Feldtor 1 (Karte)       |           |                 |    |
| BW                             | Pfarrhaus                 | Dörna, Feldtor 2 (Karte)       |           |                 |    |
| BW                             | Wohnhaus                  | Dörna, Heiligengasse 1 (Karte) |           |                 |    |
| BW                             | Hofanlage                 | Dörna, Heiligengasse 2 (Karte) |           |                 |    |
| BW                             | Wohnhaus                  | Dörna, Heiligengasse 4 (Karte) |           |                 |    |
| BW                             | Wohnhaus                  | Dörna, Im Schlag 6 (Karte)     |           |                 |    |
| BW                             | Wohnhaus mit Torhaus      | Dörna, Obermühle 11 (Karte)    |           |                 |    |
| BW                             | Hofanlage                 | Dörna, Tippenmarkt 1 (Karte)   |           |                 |    |
| BW                             | Wohn- und Geschäftshaus   | Dörna, Tippenmarkt 4 (Karte)   |           |                 |    |

### Eigenrode
| Bild                           | Bezeichnung                                       | Lage                                               | Datierung | Beschreibung    | ID |
| ------------------------------ | ------------------------------------------------- | -------------------------------------------------- | --------- | --------------- | -- |
| BW                             | Wohnhaus / Eigenröder Warte                       | Eigenrode, Eigenröder Warte 90 (Karte)             |           |                 |    |
| BW                             | Wohnhaus und Gaststätte / Gasthaus 'Zur Erholung' | Eigenrode, Hüpstedter Straße 11 (Karte)            |           |                 |    |
| BW                             | Wohnhaus                                          | Eigenrode, Hüpstedter Straße 21 (Karte)            |           |                 |    |
| BW                             | Anger                                             | Eigenrode, Jahnstraße/Brunnenstraße o. Nr. (Karte) |           |                 |    |
| weitere Bilder Fotos hochladen | Ev. Kirche St. Johannis                           | Eigenrode, Thomas-Müntzer-Straße 66 (Karte)        |           | mit Ausstattung |    |
| BW                             | Kirchhof                                          | Eigenrode, Thomas-Müntzer-Straße 66 (Karte)        |           |                 |    |

### Horsmar
| Bild                           | Bezeichnung                      | Lage                                        | Datierung | Beschreibung    | ID |
| ------------------------------ | -------------------------------- | ------------------------------------------- | --------- | --------------- | -- |
| BW                             | Sühnekreuz                       | Horsmar, Am Anger o. Nr. (Karte)            |           |                 |    |
| BW                             | Wohnhaus                         | Horsmar, Am Anger 1 (Karte)                 |           |                 |    |
| BW                             | Hofanlage                        | Horsmar, Am Schenkufer 4 (Karte)            |           |                 |    |
| BW                             | Wohnhaus                         | Horsmar, An der Unstrut 16 (Karte)          |           |                 |    |
| BW                             | Wohnhaus                         | Horsmar, An der Unstrut 17 (Karte)          |           |                 |    |
| BW                             | Wohnhaus mit Scheune             | Horsmar, An der Unstrut 18 (Karte)          |           |                 |    |
| weitere Bilder Fotos hochladen | Ev. Pfarrkirche St. Pancratius   | Horsmar, Beberstedter Straße o. Nr. (Karte) |           | mit Ausstattung |    |
| BW                             | Kirchhof und Einfriedung         | Horsmar, Beberstedter Straße o. Nr. (Karte) |           |                 |    |
| BW                             | Wohnhaus                         | Horsmar, Beberstedter Straße 23 (Karte)     |           |                 |    |
| BW                             | Pfarrhaus                        | Horsmar, Beberstedter Straße 26 (Karte)     |           |                 |    |
| BW                             | Hofanlage                        | Horsmar, Hanfsack 2 (Karte)                 |           |                 |    |
| BW                             | Eingangstür                      | Horsmar, Hanfsack 3 (Karte)                 |           |                 |    |
| BW                             | Torhaus                          | Horsmar, Hintergasse 1 (Karte)              |           |                 |    |
| BW                             | Scheune                          | Horsmar, Hintergasse 14 (Karte)             |           |                 |    |
| BW                             | Hofanlage                        | Horsmar, Hintergasse 2 (Karte)              |           |                 |    |
| BW                             | Wohnhaus                         | Horsmar, Hintergasse 6 (Karte)              |           |                 |    |
| BW                             | Wohnhaus mit Scheune             | Horsmar, Horsmarer Hauptstraße 4 (Karte)    |           |                 |    |
| BW                             | Hofanlage                        | Horsmar, Nesselberg 2 (Karte)               |           |                 |    |
| BW                             | Wohnhaus mit Torhaus und Scheune | Horsmar, Nesselberg 4 (Karte)               |           |                 |    |
| BW                             | Wohnhaus                         | Horsmar, Nesselberg 7 (Karte)               |           |                 |    |
| BW                             | Wohnhaus                         | Horsmar, Pfahlscheuer 1 (Karte)             |           |                 |    |
| BW                             | Wohnhaus                         | Horsmar, Pfahlscheuer 5 (Karte)             |           |                 |    |

### Kaisershagen
| Bild                           | Bezeichnung                   | Lage                                       | Datierung | Beschreibung    | ID |
| ------------------------------ | ----------------------------- | ------------------------------------------ | --------- | --------------- | -- |
| weitere Bilder Fotos hochladen | Ev. Kirche St. Gotthardi      | Kaisershagen, Am Eselsmarkt o. Nr. (Karte) |           | mit Ausstattung |    |
| BW                             | Gaststätte / Zum alten Kaiser | Kaisershagen, Im Unterdorf 43 (Karte)      |           |                 |    |
| BW                             | Wohnhaus                      | Kaisershagen, In der Ecke 53 (Karte)       |           |                 |    |
| BW                             | Wohnhaus mit Torhaus          | Kaisershagen, In der Ecke 54 (Karte)       |           |                 |    |
| BW                             | Wohnhaus                      | Kaisershagen, Oberdorf 25 (Karte)          |           |                 |    |

### Kleinkeula
| Bild                                    | Bezeichnung                    | Lage                               | Datierung | Beschreibung    | ID |
| --------------------------------------- | ------------------------------ | ---------------------------------- | --------- | --------------- | -- |
| Direkt Bild zu diesem Denkmal hochladen | Distanzstein / Dreiländerstein | Kleinkeula, Grüner Esel o. Nr.     |           |                 |    |
| Direkt Bild zu diesem Denkmal hochladen | Wasserpumpe                    | Kleinkeula, Hagelstraße o. Nr.     |           |                 |    |
| BW                                      | Wohnhaus                       | Kleinkeula, Hagelstraße 1 (Karte)  |           |                 |    |
| weitere Bilder Fotos hochladen          | Ev. Gustav-Adolf-Kirche        | Kleinkeula, Hagelstraße 11 (Karte) |           | mit Ausstattung |    |
| BW                                      | Friedhof                       | Kleinkeula, Hagelstraße 11 (Karte) |           |                 |    |
| BW                                      | Wohnhaus                       | Kleinkeula, Hagelstraße 3 (Karte)  |           |                 |    |
| BW                                      | Wohnhaus                       | Kleinkeula, Hagelstraße 4 (Karte)  |           |                 |    |
| BW                                      | Armenhaus                      | Kleinkeula, Hagelstraße 8 (Karte)  |           |                 |    |

### Lengefeld
| Bild                           | Bezeichnung             | Lage                                     | Datierung | Beschreibung    | ID |
| ------------------------------ | ----------------------- | ---------------------------------------- | --------- | --------------- | -- |
| weitere Bilder Fotos hochladen | Ev. Kirche St. Johannes | Lengefeld, Bei der Kirche o. Nr. (Karte) |           | mit Ausstattung |    |
| BW                             | Wohnhaus mit Torhaus    | Lengefeld, Keutel 2 (Karte)              |           |                 |    |
| BW                             | Wohnhaus mit Torfahrt   | Lengefeld, Keutel 21 (Karte)             |           |                 |    |
| BW                             | Wohnhaus                | Lengefeld, Keutel 7 (Karte)              |           |                 |    |
| BW                             | Wohnhaus                | Lengefeld, Rinne 3 (Karte)               |           |                 |    |

### Menteroda
| Bild                           | Bezeichnung                 | Lage                            | Datierung | Beschreibung    | ID |
| ------------------------------ | --------------------------- | ------------------------------- | --------- | --------------- | -- |
| BW                             | Pfarrhaus                   | Menteroda, Bergstraße 3 (Karte) |           |                 |    |
| weitere Bilder Fotos hochladen | Ev. Pfarrkirche St. Michael | Menteroda, Holzstraße 2 (Karte) |           | mit Ausstattung |    |
| BW                             | Kirchhof                    | Menteroda, Holzstraße 2 (Karte) |           |                 |    |
| BW                             | Portal                      | Menteroda, Holzstraße 5 (Karte) |           |                 |    |

### Reiser
| Bild                           | Bezeichnung              | Lage                           | Datierung | Beschreibung    | ID |
| ------------------------------ | ------------------------ | ------------------------------ | --------- | --------------- | -- |
| BW                             | Wohnhaus                 | Reiser, Hauptstraße 24 (Karte) |           |                 |    |
| weitere Bilder Fotos hochladen | Ev. Kirche St. Johannes  | Reiser, Hauptstraße 33 (Karte) |           | mit Ausstattung |    |
| BW                             | Kirchhof und Einfriedung | Reiser, Hauptstraße 33 (Karte) |           |                 |    |
| BW                             | Hofanlage                | Reiser, Hauptstraße 36 (Karte) |           |                 |    |
| BW                             | Wohnhaus                 | Reiser, Hauptstraße 6 (Karte)  |           |                 |    |
| BW                             | Wohnhaus                 | Reiser, Hauptstraße 7 (Karte)  |           |                 |    |

### Sollstedt
| Bild                                    | Bezeichnung                 | Lage                                 | Datierung | Beschreibung    | ID |
| --------------------------------------- | --------------------------- | ------------------------------------ | --------- | --------------- | -- |
| weitere Bilder Fotos hochladen          | Ev. Filialkirche St. Marien | Sollstedt, Dorfstraße o. Nr. (Karte) |           | mit Ausstattung |    |
| BW                                      | Kirchhof und Einfriedung    | Sollstedt, Dorfstraße o. Nr. (Karte) |           |                 |    |
| BW                                      | Gutshaus                    | Sollstedt, Dorfstraße 19 (Karte)     |           |                 |    |
| Direkt Bild zu diesem Denkmal hochladen | Dreiländerstein             | Sollstedt                            |           |                 |    |

### Urbach
| Bild                           | Bezeichnung              | Lage                               | Datierung | Beschreibung    | ID |
| ------------------------------ | ------------------------ | ---------------------------------- | --------- | --------------- | -- |
| weitere Bilder Fotos hochladen | Ev. Kirche St. Johannes  | Urbach, Kirchstraße o. Nr. (Karte) |           | mit Ausstattung |    |
| BW                             | Kirchhof                 | Urbach, Kirchstraße o. Nr. (Karte) |           |                 |    |
| BW                             | Armenhaus                | Urbach, Klingelüber 1 (Karte)      |           |                 |    |
| BW                             | Pfarrhaus mit Scheune    | Urbach, Klingelüber 3 (Karte)      |           |                 |    |
| BW                             | Hofanlage                | Urbach, Mittelstraße 4 (Karte)     |           |                 |    |
| BW                             | Gemeindeschenke mit Saal | Urbach, Zum Urtal 15 (Karte)       |           |                 |    |
| BW                             | Wohnhaus                 | Urbach, Zum Urtal 17 (Karte)       |           |                 |    |
| BW                             | Wohnhaus                 | Urbach, Zum Urtal 9 (Karte)        |           |                 |    |
| BW                             | Wirtschaftsgebäude       | Urbach, Zum Urtal 9 (Karte)        |           |                 |    |

### Zaunröden
| Bild                           | Bezeichnung            | Lage                                        | Datierung | Beschreibung    | ID |
| ------------------------------ | ---------------------- | ------------------------------------------- | --------- | --------------- | -- |
| weitere Bilder Fotos hochladen | Ev. Kirche St. Jakobus | Zaunröden, Borngasse o. Nr. (Karte)         |           | mit Ausstattung |    |
| BW                             | Kirchhof               | Zaunröden, Borngasse o. Nr. (Karte)         |           |                 |    |
| BW                             | Hofanlage              | Zaunröden, Grabenstraße 1 (Karte)           |           |                 |    |
| BW                             | Wart- und Zollhaus     | Zaunröden, Zaunröder Hauptstraße 1 (Karte)  |           |                 |    |
| BW                             | Hofanlage              | Zaunröden, Zaunröder Hauptstraße 13 (Karte) |           |                 |    |
| BW                             | Wohnhaus               | Zaunröden, Zaunröder Hauptstraße 8 (Karte)  |           |                 |    |